# Codi ATC G03
El  codi ATC G03, descrit com Hormona sexuals i moduladors del sistema genital, és una subgrup terapèutic de l'Anatomical, Therapeutic, Chemical Classification System (ATC). La classificació ATC és un sistema de codis alfanumèric desenvolupat per l'Organització Mundial de la Salut (OMS) per als fàrmacs i altres productes sanitaris. El subgrup G03 és part del grup anatòmic G Sistema genitourinari i hormones sexuals.

Els codis per a ús veterinari (codis ATCvet) poden han estat creats afegint la lletra Q davant dels codis ATC humans: QG03... 
Les adaptacions estatals de la classificació ATC poden incloure codis addicionals no presents en aquesta llista, que segueix la versió de l'OMS.

## G03A Anticonceptius hormonals per a ús sistèmic
G03A A Progestàgens i estrògens, preparats de dosis fixes
G03A B Progestàgens i estrògens, preparats seqüencials
G03A C Progestàgens

## G03BAndrògens
G03B A Derivats del (4) 3-oxoandrosteno
G03B B Derivats de la (3) 5-androstanona

## G03C Estrògens
G03C A Estrògens naturals i semisintètics, monodrogues
G03C B Estrògens sintètics, monodrogues
G03C C Estrògens, combinacions amb altres drogues

## G03D Progestàgens
G03D A Derivats del (4) pregnè
G03D B Derivats del pregnadiè
G03D C Derivats de l'estrenà

## G03E Andrògens i hormones sexuals femenines en combinació
G03E A Andrògens i estrògens
G03E B Andrògens, progestàgens i estrògens en combinació
G03E K Andrògens i hormones sexuals femenines en combinació amb altres drogues

## G03F Progestàgens i estrògens en combinació
G03F A Progestàgens i estrògens, combinacions
G03F B Progestàgens i estrògens, preparats seqüencials

## G03GGonadotrofinesi altres estimulants de l'ovulació
G03G A Gonadotrofines
G03G B Estimulants sintètics de l'ovulació

## G03HAntiandrògens
G03H A Preparats que contenen antiandrògens, monodrogues
G03H B Antiandrògens i estrògens

## G03X Altres hormones sexuals i moduladors del sistema genital
G03X A Antigonadotrofines i agents similars
G03X B Antiprogestàgens
G03X C Moduladors selectius dels receptors estrògens